# Shawfield Stadium
 (avril 2025).
Si vous disposez d'ouvrages ou d'articles de référence ou si vous connaissez des sites web de qualité traitant du thème abordé ici, merci de compléter l'article en donnant les références utiles à sa vérifiabilité et en les liant à la section « Notes et références ».
Le Shawfield Stadium est un stade accueillant des courses de lévriers construit en 1898 et situé à Rutherglen, à proximité immédiate de Glasgow. Il a longtemps été aussi un stade de football accueillant les matches à domicile de Clyde entre 1898 et 1986. Il a aussi accueilli de nombreuses compétitions de speedway ainsi qu'occasionnellement de la boxe et de l'athlétisme.

## Histoire
À sa construction en 1898, il n'accueille que les matches de football de Clyde qui venait d'abandonner son terrain de Barrowfield Park avant de s'ouvrir aux courses de lévriers, la première y ayant lieu le 14 novembre 1932. Le succès sera tel que la société organisatrice de ces courses dans le stade, la Shawfield Greyhound Racing Company Ltd (SGRC) racheta le stade au Clyde FC en 1935 qui lui connaissait des problèmes financiers. Toutefois, le club continue toujours à s'y produire.
Avec la fermeture de la plupart des autres stades de courses de lévriers, Shawfield prend de plus en plus d'importance, jusqu'à accueillir la plus prestigieuse des courses se tenant en Écosse, le Scottish Greyhound Derby (en), à partir de 1970. Le stade accueille aussi certains matches de l'équipe de Scottish Football League XI, lorsque l'affiche ne justifiait pas de jouer dans un plus grand stade.
En 1975, un incendie détruit plusieurs des installations du stade ce qui implique une rénovation du stade avec du matériel dernier cri pour l'époque. Les orientations données par les propriétaires du stade le transforment de plus en plus comme une piste pour course de lévriers et de moins en moins comme une stade de football. Cette évolution atteint son paroxysme lorsque, en 1983, il est notifié à Clyde que son bail se terminera en 1986. C'est ainsi que Shawfield met un terme à sa vocation de stade de football le 25 octobre 1986. Clyde emménage alors au Broadwood Stadium de Cumbernauld.
Le 11 juin 1987, le stade rouvre en étant uniquement un stade à course de lévriers.